# Gordeevskij rajon
Il Gordeevskij rajon (in russo Гордеевский район?) è un rajon dell'Oblast' di Brjansk, nella Russia europea; il capoluogo è Gordeevka. Istituito nel 1929, ricopre una superficie di 846,54 chilometri quadrati e nel 2010 ospitava una popolazione di 12.243 abitanti.